# Rosa Carly-Haglund
Rosa Carly-Haglund, född Rosa Maria Victoria Carly 13 september 1894 i Svea ingenjörkårs församling, död 18 mars 1960 i Hedvig Eleonora församling i Stockholm, var en svensk operettskådespelare.
Hon var dotter till sergeant Carl Victor Emanuel Carly vid Svea ingenjörkår och hans hustru Ida Maria, född Hallgren.
Sin utbildning fick hon vid Dresdener Opernschule och var engagerad vid bland annat Oscarsteatern och Konserthusteatern. Dessutom gästspelade hon vid Hippodromteatern i Malmö samt Helsingfors, Åbo, Tammerfors och Viborg. 
Bland hennes huvudroller kan nämnas Mariza i Grevinnan Mariza, Alice i Dollarprinsessan, Nadja i Orloff, Sylva i Csardasfurstinnan, Feodora i Cirkusprinsessan, Susanna i Kyska Susanna, Maria Theresia i Maria Theresia, Kondja Gül i Stambuls ros, Elsa i Paganini, Katja i Katja, Betty i Alphyddan, Galatea i Den sköna Galathea, Carolina och Elisetta i Det hemliga äktenskapet och Servina i La serva padrona.
Hon var gift med kapten Georg Haglund mellan 1916 och 1929. Hon begravdes 30 april 1960 på Norra begravningsplatsen.

## Teater

### Roller (ej komplett)
| År   | Roll                  | Produktion                                                                 | Regi              | Teater            |
| ---- | --------------------- | -------------------------------------------------------------------------- | ----------------- | ----------------- |
| 1924 |                       | Katja Jean Gilbert, Leopold Jacobson och Rudolph Österreicher              | Oscar Winge       | Hippodromen       |
| 1924 | Furstinnan Datschew   | Kvinnan i purpur Jean Gilbert, Leopold Jacobson och Rudolf Oesterreicher   | Nils Johannisson  | Oscarsteatern     |
| 1925 | Mariza                | Grevinnan Mariza Julius Brammer, Alfred Grünwald och Emmerich Kálmán       | Nils Johannisson  | Oscarsteatern     |
| 1925 |                       | Nattens drottning Franz Arnold, Ernst Bach och Walter Kollo                | Valdemar Dalquist | Vasateatern       |
| 1925 |                       | Damerna från Olympen Rudolf Schanzer, Ernst Welisch och Rudolf Nelson      | Nils Johannisson  | Oscarsteatern     |
| 1926 | Nadja Nadjakowska     | Orloff Ernst Marischka och Bruno Granichstaedten                           | Nils Johannisson  | Oscarsteatern     |
| 1926 | Philine von Wildammer | Hjärtekrossaren Hermann Haller och Eduard Künneke                          | Oskar Textorius   | Oscarsteatern     |
| 1926 | Elisetta              | Det hemliga giftermålet Domenico Cimarosa och Giovanni Bertati             | Sven Lindström    | Konserthusteatern |
| 1926 | Bettly                | Alphyddan Adolphe Adam, Eugène Scribe och Mélesville                       | Sven Lindström    | Konserthusteatern |
| 1926 | Serpina               | Ett litet huskors Giovanni Battista Pergolesi och Gennaro Antonio Federico | Sven Lindström    | Konserthusteatern |